# Reitweiner Sporn

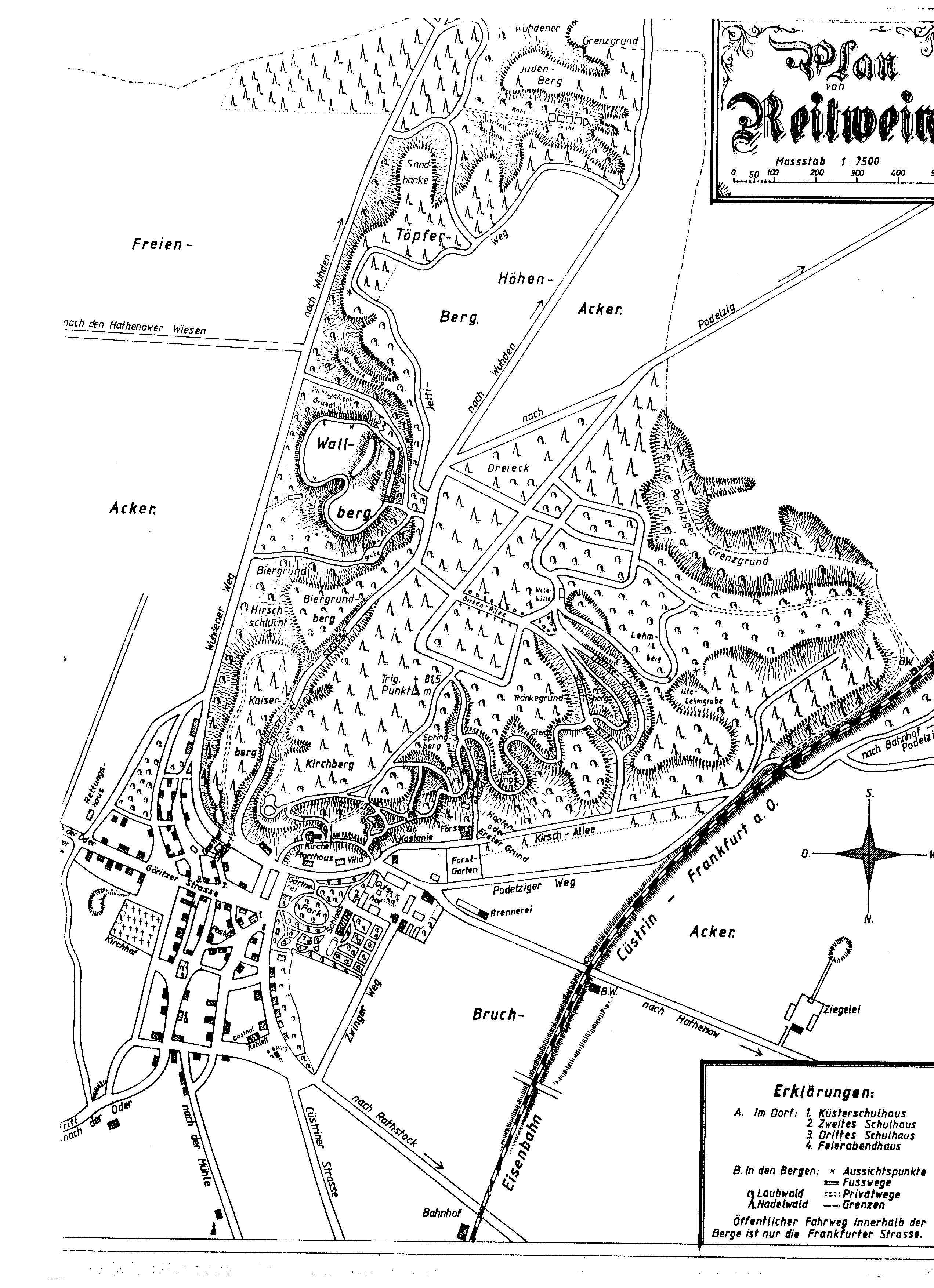
Schematischer Plan von 1904 (gesüdet)

Der Reitweiner Sporn, der auch Reitweiner Nase genannt wird, ist ein markanter bewaldeter Höhenzug, der weit in das Oderbruch hineinragt und an dessen Spitze sich die Gemeinde Reitwein befindet. Der Höhenzug bildet mit den Seelower Höhen die Begrenzung des Oderbruches zur Lebuser Platte.

## Lage
Als Ausläufer der Lebuser Hochfläche (Lebuser Plateaus) ragt der Reitweiner Sporn weit in das Odertal hinein. Es handelt sich dabei um eine langgezogene Hügelkette, die steil zum Oderbruch abfällt. Entstanden ist sie als Prallhang der Uroder. Der Boden ist lehmig und das Gebiet ist von kleinen Tälern durchzogen.
Die frühsten Zeichen einer Besiedlung lassen sich bis zum slawischen Mittelalter nachweisen. Die Reitweiner Wallberge, eine im 8. bis zum 10. Jahrhundert entstandene befestigte slawische Siedlungsanlage, liegt ca. 1 km südlich von Reitwein direkt auf einem Prallhang am Odertal.

## Sonstiges
Unterhalb des Reitweiner Sporns Richtung Oder gibt es ein Schleppgelände für Gleitschirmflieger.